# 2007. évi téli európai ifjúsági olimpiai fesztivál
A 2007. évi téli európai ifjúsági olimpiai fesztivált hivatalos nevén a VIII. téli európai ifjúsági olimpiai fesztivál egy több sportot magába foglaló nemzetközi sportesemény, melyet 2007. február 18. és 24-e között rendeztek Jacában, Spanyolországban.

## A versenyek helyszínei
- Astún - alpesisí.
- Candanchú - alpesisí és sífutás.
- Candanchú biatlon stadion  - biatlon.
- Formigal - alpesisí.
- Pabellón de Hielo de Jaca - jégkorong.
- Jaca-i jégcsarnok - műkorcsolya.
- Panticosa-Los Lagos - alpesisí és hódeszka.

## Részt vevő nemzetek
Az alábbi 43 nemzet képviseltette magát a sporteseményen:
- Albánia
- Andorra
- Ausztria
- Belgium
- Bosznia-Hercegovina
- Bulgária
- Ciprus
- Csehország
- Dánia
- Észtország
- Fehéroroszország
- Finnország
- Franciaország
- Görögország
- Grúzia
- Hollandia
- Horvátország
- Izland
- Izrael
- Írország
- Lengyelország
- Lettország
- Liechtenstein
- Litvánia
- Észak-Macedónia
- Magyarország
- Monaco
- Egyesült Királyság
- Németország
- Norvégia
- Olaszország
- Oroszország
- Örményország
- Portugália
- Románia
- Spanyolország
- Svájc
- Svédország
- Szerbia
- Szlovákia
- Szlovénia
- Törökország
- Ukrajna

## Versenyszámok
| Versenyszámok a 2007. évi európai téli ifjúsági olimpiai fesztiválon |       |     |        |          |
| Sportág, szakág                                                      | férfi | női | vegyes | összesen |
| Alpesisí                                                             | 2     | 2   |        | 4        |
| Biatlon                                                              | 2     | 2   |        | 4        |
| Hódeszka                                                             | 2     | 2   |        | 4        |
| Jégkorong                                                            | 1     |     |        | 1        |
| Műkorcsolya                                                          | 1     | 1   |        | 2        |
| Sífutás                                                              | 2     | 2   | 1      | 5        |
|                                                                      |       |     |        |          |
| Összesen                                                             | 10    | 9   | 1      | 20       |

## Éremtáblázat
| A 2007. évi téli ifjúsági olimpiai fesztivál éremtáblázata | A 2007. évi téli ifjúsági olimpiai fesztivál éremtáblázata | A 2007. évi téli ifjúsági olimpiai fesztivál éremtáblázata | A 2007. évi téli ifjúsági olimpiai fesztivál éremtáblázata | A 2007. évi téli ifjúsági olimpiai fesztivál éremtáblázata | Olimpia  |
| ---------------------------------------------------------- | ---------------------------------------------------------- | ---------------------------------------------------------- | ---------------------------------------------------------- | ---------------------------------------------------------- | -------- |
|                                                            | Ország                                                     | Arany                                                      | Ezüst                                                      | Bronz                                                      | Összesen |
| 1.                                                         | Oroszország                                                | 4                                                          | 3                                                          | 4                                                          | 11       |
| 2.                                                         | Németország                                                | 3                                                          | 3                                                          | 3                                                          | 9        |
| 3.                                                         | Ausztria                                                   | 2                                                          | 3                                                          | 3                                                          | 8        |
| 4.                                                         | Norvégia                                                   | 2                                                          | 2                                                          | 2                                                          | 6        |
| 5.                                                         | Fehéroroszország                                           | 2                                                          | 0                                                          | 0                                                          | 2        |
|                                                            | Szlovénia                                                  | 2                                                          | 0                                                          | 0                                                          | 2        |
| 7.                                                         | Franciaország                                              | 1                                                          | 3                                                          | 2                                                          | 6        |
| 8.                                                         | Svájc                                                      | 1                                                          | 2                                                          | 3                                                          | 6        |
| 9.                                                         | Olaszország                                                | 1                                                          | 1                                                          | 1                                                          | 3        |
| 10.                                                        | Bulgária                                                   | 1                                                          | 0                                                          | 0                                                          | 1        |
|                                                            | Spanyolország                                              | 1                                                          | 0                                                          | 0                                                          | 1        |
| 12.                                                        | Finnország                                                 | 0                                                          | 1                                                          | 1                                                          | 2        |
| 13.                                                        | Svédország                                                 | 0                                                          | 1                                                          | 0                                                          | 1        |
|                                                            | Szerbia                                                    | 0                                                          | 1                                                          | 0                                                          | 1        |
| 15.                                                        | Horvátország                                               | 0                                                          | 0                                                          | 1                                                          | 1        |
|                                                            |                                                            |                                                            |                                                            |                                                            |          |
| Összesen                                                   | Összesen                                                   | 20                                                         | 20                                                         | 20                                                         | 60       |